# Orosházi Gimnáziumi Előkészítő Tanfolyam
Az Orosházi Gimnáziumi Előkészítő Tanfolyam orosházi iskola volt. Az Orosházi Táncsics Mihály Gimnázium és Kollégium, illetve a Székács József Evangélikus Óvoda, Általános Iskola és Gimnázium elődjeinek számít.

## Története
Orosháza területén 1862 és 1933 között három alkalommal is történt kísérlet a gimnázium alapítására. A község vezetése ebben az időben vetette fel újra egy községi gimnázium létesítését. Musulin Béla pedig értesült arról, hogy sok száz orosházi tanuló jár a környező települések középiskoláiba. Személyesen és levélben is kereste a község vezetőit, hogy szeretne egy középiskolát létesíteni. 1933. január 6-án egy négy osztályos, nyilvános jogú magángimnázium létesítéséről tárgyaltak a felek. A létesítményt anyagilag a község is támogatta volna. Tavasszal azonban a Vallás- és Közoktatási Minisztérium elutasította a javaslatot.
Valamivel később Musulin kezdeményezéséhez társult a tótkomlósi születésű középiskolai tanár, Péterfia Zoltán. Miután a községi gimnázium ötletét a vármegyei főispán is elutasította, ezért egy gimnáziumi előkészítő tanfolyamot indítottak. A törvényesítés érdekében a növendékeket a mezőtúri Református Gimnáziumba íratták magántanulóként.
1933. augusztus 26-án a képviselő testületi ülésen a kezdeményezőket támogatva egy évi 800 pengő segélyt és a Vásárhelyi utca (ma Szabó Dezső utca) 10. szám alatt található 4 szobát bérelték ki.
1933 őszére a gimnáziumi előkészítő tanfolyam 4 okleveles tanárral és 27 tanulóval megkezdhette a működését. A következő tanévre a diákok létszáma megnégyszereződött, amihez a Pacsirta utca 14. szám alatti 6 férőhelyes házat bérelték ki az alapítók.
Az 1937/38-as tanévben megnyílt az Orosházi Evangélikus Gimnázium, és bár Musulin Béla a következő tanévtől igazgatóhelyettesi címet kapott, ezt elutasítva Szegedre költözött.

## Az Orosházi Gimnáziumi Előkészítő Tanfolyam oktatói (az 1933-as alapításkor)[3]
- Musulin Béla, intézményvezető (1933 és 1938 között), matematika–fizika szakos tanár
- Péterfia (korábban Petricz) Zoltán, az intézményvezető helyettese, magyar–német szakos tanár
- Földes Erzsébet
- Gubicza Gabriella, gép- és gyorsírás szaktanárnő
- Horovicz Klára, angol nyelvmesternő
- Dr. Pápai Antal, történelem–latin szakos tanár
- Török István, rajz szakos tanár

## Az Orosházi Gimnáziumi Előkészítő Tanfolyam első érettségiző növendékei az 1935/36-os tanévben[4]
Osztályfőnök: Péterfia Zoltán
- Aracsi Iván Alfréd
- Garay Béla
- Gubicza Géza
- Kálmán Olga
- Tóth Mária
- Uhrin László
- Zelenka Erzsébet
- Zelenka István